# Brian Conrad
Brian Conrad (* 20. November 1970 in New York City) ist ein US-amerikanischer Mathematiker und spezialisiert auf Zahlentheorie. Seit 2008 ist er Professor an der Stanford University.
1992 machte er seinen Bachelor of Science Abschluss an der Harvard University, wo er mit einem Preis für seine Abschlussarbeit ausgezeichnet wurde. 1996 promovierte er an der Princeton University bei Andrew Wiles (Finite Honda Systems And Supersingular Elliptic Curves). Sein bisher bedeutendster Beitrag zur Zahlentheorie ist seine Mitarbeit am Beweis der Taniyama-Shimura-Vermutung (Modularitätssatz), die er 1999 zusammen mit Christophe Breuil, Fred Diamond und Richard Taylor bewies, während er als Postdoc zeitgleich an der Harvard University und dem Institute for Advanced Study in Princeton beschäftigt war.
Conrad hat einen Zwillingsbruder, Keith, der ebenfalls Zahlentheoretiker ist und gegenwärtig eine Professur an der University of Connecticut innehat.

## Schriften
- Brian Conrad, Fred Diamond, Richard Taylor: Modularity of certain potentially Barsotti-Tate Galois representations,  Journal of the American Mathematical Society 12 (1999), pp. 521–567.
- C. Breuil, B. Conrad, F. Diamond, R. Taylor: On the modularity of elliptic curves over Q: wild 3-adic exercices (PDF; 698 kB),  Journal of the American Mathematical Society 14 (2001), 843–939 (voller Beweis der Taniyama-Shimura Vermutung).
- mit Ofer Gabber, Gopal Prasad Pseudo-reductive Groups, Cambridge University Press 2010